# Challenger de Mersin 2014
El Mersin Cup 2014 fue un torneo de tenis profesional jugado en canchas de tierra batida. Se disputó la tercera edición del torneo que formó parte del circuito ATP Challenger Tour 2014. Se llevó a cabo en Mersin, Turquía entre el 7 y el 13 de abril de 2014.

## Jugadores participantes del cuadro de individuales
| Favorito | País                            | Jugador               | Rank1 | Posición en el torneo |
| -------- | ------------------------------- | --------------------- | ----- | --------------------- |
| 1        | Bandera de España               | Pere Riba             | 107   | FINAL                 |
| 2        | Bandera de Austria              | Andreas Haider-Maurer | 108   | Primera ronda         |
| 3        | Bandera de Eslovenia            | Aljaž Bedene          | 113   | Semifinales           |
| 4        | Bandera de Alemania             | Julian Reister        | 115   | Cuartos de final      |
| 5        | Bandera de Rumania              | Adrian Ungur          | 117   | Segunda ronda         |
| 6        | Bandera de Alemania             | Michael Berrer        | 124   | Segunda ronda         |
| 7        | Bandera de Turquía              | Marsel Ilhan          | 151   | Primera ronda         |
| 8        | Bandera de Bosnia y Herzegovina | Damir Džumhur         | 158   | CAMPEÓN               |

| Posición en el torneo   |
| ----------------------- |
| Primera y segunda ronda |
| Cuartos de final        |
| Semifinales             |
| FINAL                   |
| CAMPEÓN                 |

- 1 Se ha tomado en cuenta el ranking del 31 de marzo de 2014.

### Otros participantes
Los siguientes jugadores recibieron una invitación (wild card), por lo tanto ingresan directamente al cuadro principal (WC):
- Anil Yuksel
- Baris Erguden
- Cem Ilkel
- Tuna Altuna

Los siguientes jugadores ingresan al cuadro principal tras disputar el cuadro clasificatorio (Q):
- Nicolas Reissig
- Philipp Davydenko
- Michael Linzer
- Claudio Fortuna

## Jugadores participantes en el cuadro de dobles

### Cabezas de serie
| Favorito | País                        | Jugador         | País                        | Jugador        | Rank1 | Posición en el torneo |
| -------- | --------------------------- | --------------- | --------------------------- | -------------- | ----- | --------------------- |
| 1        | Bandera de Italia           | Riccardo Ghedin | Bandera de Italia           | Claudio Grassi | 273   | Primera ronda         |
| 2        | Bandera de China Taipéi     | Hsin-Han Lee    | Bandera de Nueva Zelanda    | Artem Sitak    | 314   | Cuartos de final      |
| 3        | Bandera de los Países Bajos | Stephan Fransen | Bandera de los Países Bajos | Wesley Koolhof | 329   | Semifinales           |
| 4        | Bandera de Bielorrusia      | Sergey Betov    | Bandera de Bielorrusia      | Alexander Bury | 365   | Semifinales           |

- 1 Se ha tomado en cuenta el ranking del 31 de marzo de 2014.

## Campeones

### Individual Masculino
- Damir Džumhur derrotó en la final a  Pere Riba, 7–64, 6–3

### Dobles Masculino
- Radu Albot /  Jaroslav Pospíšil derrotaron en la final a  Thomas Fabbiano /  Matteo Viola, 7–67, 6–1